# 李昭正
李昭正（1987年10月10日—），韓國女演員。

## 演出作品

### 電視劇
- 2006年：tvN《色慾都會》
- 2008年：SBS《老千》飾演 Eura
- 2009年：SBS《Dream》飾演 潔西卡
- 2009年：MBC《穿透屋頂的High Kick》飾演 智勳的後輩
- 2012年：WOWOW《Strangers6》
- 2013年：OCN《The Virus》飾演 全智媛
- 2016年：MBC《家和萬事成》飾演 李英恩

### 電影
- 2004年：《人魚公主》
- 2010年：《加油站襲擊事件2》
- 2012年：《胖嘟嘟的革命》

### MV
- 2008年：白智榮《和愛情類似》（與李天熙）
- 2008年：尹鍾信《明天做的事》（與柳演錫）
- 2009年：Mate《Longing》

## 腳註
1. ↑  이소정│10문 10답 10asia

## 外部連結
- NAVER （页面存档备份，存于）